# تيت (لزيفة)
تيت هو دُوَّار يقع بجماعة أمزوضة، إقليم شيشاوة، جهة مراكش آسفي في المملكة المغربية. ينتمي الدوّار لمشيخة لزيفة التي تضم 35 دوار. يقدر عدد سكانه بـ 70 نسمة حسب الإحصاء الرسمي للسكان والسكنى لسنة 2004.

## روابط خارجية
- البوابة الوطنية للجماعات الترابية نسخة محفوظة 12 مارس 2018 على موقع واي باك مشين.
- المندوبية السامية للتخطيط